# مانتولوکینگ، نیوجرسی
مانتولوکینگ (به انگلیسی: Mantoloking) شهری در ایالت نیوجرسی کشور ایالات متحده آمریکا است که جمعیت آن در سرشماری سال ۲۰۱۰ میلادی، ۲۹۶ نفر بوده‌است.